# Sylvain Archambault
Pour les articles homonymes, voir Archambault (homonymie).
Sylvain Archambault est un cinéaste québécois né le 13 mars 1963 à Montréal au Québec.

## Biographie
Il obtient un baccalauréat de la Faculté des beaux-arts de l'Université Concordia en 1986. 
Dès 1985, il fonde les Productions Wolfpack avec le réalisateur Canadien David Wellington. Après une multitude de productions publicitaires, de courts métrages et de vidéo-clips, il produit son premier long métrage de fiction The Carpenter (1987) avec Wellington à la réalisation et l'acteur américain Wings Hauser pour le premier rôle.
En 1988, il rejoint l'équipe de La Fabrique d'Image à titre de producteur de films publicitaires. Ce séjour de deux ans sera très formateur pour le jeune producteur qui, en 1990, joindra alors Jacques Langlois chez Jet Films. Ibb passe à la réalisation en 1996, mû par son besoin créatif. Il devient partenaire de l'entreprise en 2000 avec Richard Speer et Michel Fortin.
Son sejour chez Jet films laisse, dans son sillon, plus de 1000 pubs  produites et 250 films publicitaires réalisés à travers le monde. Il sera 2 fois finaliste au prestigieux London Advertising Awards et trois fois récipiendaire de Coq d'or au publicité club de Montréal.
C'est en 2003 que la carrière de Sylvain Archambault prend réellement son envol dans le monde de la fiction. Le Négociateur (série télé sur la vie de Claude Poirier) sera son premier projet de fiction à titre de réalisateur. Cette série sera grandement récompensée. 13 nominations aux Gémaux, dont celle de meilleur réalisateur.
Remarqué alors par le producteur André Dupuy, il joindra ce dernier pour le tournage de 7iem Round. Cette saga sur le monde intriguant de la boxe se démarquera également au Gémaux où il sera encore nommé pour la réalisation. En 1997, il s'attaque au fameux projet Les Lavigueur, La Vraie Histoire qui relate les déboires de la famille Lavigueur, gagnante du gros lot de 8.6 millions de Loto-Québec. Cette mini-série de 6 épisodes sera 17 fois nommées aux Gémeaux cette annee-la (un record). ll y sera couronné meilleur réalisateur. Ce projet aura un retentissant succès outre-atlantique. L'Espagne l'adaptera (El Gordo ) et il gagnera la Rose D'or en Suisse et meilleure série à Biarritz.
lien web :https://www.lapresse.ca/arts/200809/19/01-671803-le-gros-lot-des-lavigueur.php[[Media:]]
Sylvain Archambault enchaine avec Les 100 ans du Canadien, son premier long métrage (2009). Cette grande fresque du centenaire du prestigieux club de hockey se retrouvera dans le livre des records Guiness. La première fut tenue au centre Bell de Montréal devant une assistance de 14,000 personnes, ce qui constitua le record de la plus grande assistance intérieure au monde.
Il sera repéré par Pampa Production Paris. Il met alors en scène Rouge Brésil, adaptation du prix Goncourt 2001 de Jean-Christophe Ruffin. Stellan Skarsgard, Joachim De Almeida et Bruno Wolkovitch, en autres, seront de la distribution de cette fresque historique (1555) à grands déploiements.
Archambault retrouve alors le producteur André Dupuy avec lequel il collaborera sur le projet "Piché, entre ciel et terre". Ce long métrage biographique met en lumière l'extraordinaire exploit du commandant Robert Piché qui fit atterrir son Airbus 330 aux Açores après 20 minutes de vol plané dû à une panne d'essence. 
Ce film gagnera Le Billet D'Or remis par Téléfilm Canada pour le plus grand nombre d'entrées en salle.
C'est en 2013 que la productrice Sophie Deschênes lui confie la réalisation de Mensonge. Cette série policière mettait en vedette Fanny Mallette, Eric Bruneau et Sylvain Marcel. 
Ce projet, plusieurs fois nommé aux Gémaux, fut repris en Allemagne.
C'est avec cette même productrice que le réalisateur Sylvain Archambault s'attellera au "Pays D'En Haut", 
série culte au Québec. Relatant les tribulations des colons québécois en 1886 dans les Laurentides, cette saga historique a remporté 8 gémeaux, dont celui de la meilleure réalisation.

Il réalise plusieurs films et séries télévisées québécoises dans les années 2000 et 2010.dont le film cinéma "La garde" 
Media:https://www.cinoche.com/actualites/sylvain-archambault-parle-de-la-garde
En 2017, il est visé par des allégations d’inconduites sexuelles et de harcèlement sur ses plateaux. L'équipe de journalistes d'enquête de La Presse met alors en lumière des allégations de «milieux de travail hostiles, d'humiliations, de bloopers à caractère sexuel et d'attouchements» fondées sur 20 témoignages de comédiens et membres de l'équipe technique ayant travaillé sur les plateaux de tournage du réalisateur.  
Ces accusations sont suivies quelques jours plus tard par celles de la part de la comédienne Stéphanie Crête-Blais. 
En 2021 il est pressenti pour réaliser une docusérie portant sur l’univers de la danse à la barre (pole dancing), mais la production fait marche arrière à la suite de plaintes et de désistements au sein de l’équipe technique. 
d'autres ont été plus modérés  
Media:https://www.journaldemontreal.com/2018/01/08/cest-tres-difficile-a-aborder 

## Filmographie

### Réalisateur

#### Cinéma
- 2009 : Pour toujours, les Canadiens!
- 2010 : Piché, entre ciel et terre
- 2011 : French Kiss
- 2014 : La Garde

#### Télévision
- 2003 : Le Négociateur 1
- 2004 : Le Négociateur 2
- 2006 : Le 7e Round
- 2007 : Bob Gratton : Ma vie, My Life (saisons 2 et 3)
- 2008 : Les Lavigueur, la vraie histoire
- 2013 : Rouge Brésil, adaptation du roman de Jean-Christophe Rufin, Rouge Brésil, prix Goncourt 2001
- 2013-2015 : Mensonges (saisons 1 à 3)
- 2015-2017 : Les Pays d'en haut (saisons 1 à 3)
- 2017 : Cheval serpent[4]